# Пессанья, Милтон
Милтон Бороро́ Пессанья (порт.-браз. Milton Bororó Pessanha; 11 ноября 1932, Кампус-дус-Гойтаказис — 3 марта 1993, Рио-де-Жанейро), в некоторых источниках Милтон Бороро Песанья (порт.-браз. Milton Bororó Peçanha) — бразильский футболист, полузащитник.

## Карьера
Милтон Пессанья начал карьеру в клубе «Флуминенсе», где дебютировал 19 мая 1951 года в матче с «Канто до Рио» (3:0). В этом клубе футболист играл до 1955 года, проведя 34 матча (20 побед, 4 ничьих и 10 поражений) и забил 4 гола. Он выиграл с командой турнир Начала чемпионата Рио-де-Жанейро в 1954 году. Последнюю встречу за «Флуминенсе» Пессанья сыграл 14 мая 1955 года против «Сан-Паулу» на турнире Рио-Сан-Паулу (2:1), где забил победный мяч.
В 1955 году Милтон перешёл во «Фламенго». Он дебютировал в составе команды 27 декабря в матче с аргентинским «Расингом» (2:1). 30 декабря, в своей второй игре, Пессанья забил первый мяч за клуб, поразив ворота «Индепендьенте» (3:0). 4 февраля 1956 года футболист сыграл в последнем туре чемпионата штата Рио-де-Жанейро, в котором «Фламенго» одержал победу. Милтон играл за клуб до 1957 года, проведя 20 матчей (14 побед, 2 ничьи и 4 поражения) и забил 3 гола.
С 1957 по 1965 год Пессанья играл за «Гремио». Он выиграл с командой семь чемпионатов штата Риу-Гранди-ду-Сул и четыре чемпионата Порту-Алегри.

## Международная статистика
| Матчи Милтона Пессаньи за олимпийскую сборную Бразилии | Матчи Милтона Пессаньи за олимпийскую сборную Бразилии | Матчи Милтона Пессаньи за олимпийскую сборную Бразилии | Матчи Милтона Пессаньи за олимпийскую сборную Бразилии | Матчи Милтона Пессаньи за олимпийскую сборную Бразилии | Матчи Милтона Пессаньи за олимпийскую сборную Бразилии | Матчи Милтона Пессаньи за олимпийскую сборную Бразилии |
| ------------------------------------------------------ | ------------------------------------------------------ | ------------------------------------------------------ | ------------------------------------------------------ | ------------------------------------------------------ | ------------------------------------------------------ | ------------------------------------------------------ |
| №                                                      | Дата                                                   | Место проведения                                       | Оппонент                                               | Счёт                                                   | Голы                                                   | Турнир                                                 |
| 1                                                      | 16 июля 1952                                           | Турку                                                  | Нидерланды                                             | 5:1                                                    | —                                                      | Олимпиада 1952                                         |
| 2                                                      | 20 июля 1952                                           | Котка                                                  | Люксембург                                             | 2:1                                                    | —                                                      | Олимпиада 1952                                         |
| 3                                                      | 24 июля 1952                                           | Хельсинки                                              | ФРГ                                                    | 2:4                                                    | —                                                      | Олимпиада 1952                                         |

## Достижения
- Победитель турнира Начала чемпионата Рио-де-Жанейро: 1954
- Чемпион штата Рио-де-Жанейро: 1955
- Чемпион штата Риу-Гранди-ду-Сул: 1957, 1958, 1959, 1960, 1962, 1963, 1964
- Чемпион Порту-Алегри: 1957, 1958, 1959, 1960

## Личная жизнь
Пессанья имел романтические отношения с певицей Элзой Суарес.